# Micheal Williams
Micheal Douglas Williams (Dallas, 23 juli 1966) is een Amerikaans voormalig basketballer die met de Detroit Pistons het NBA kampioenschap van het seizoen 1988/89 won.

## Carrière
Williams speelde collegebasketbal voor de Baylor Bears van 1984 tot 1988. In 1988 werd hij als 48e gekozen in de NBA draft door de Detroit Pistons. In zijn eerste seizoen werd hij meteen NBA-kampioen maar kwam maar in de helft van de wedstrijden van de bank. Nog voor de start van zijn tweede seizoen werd hij samen met Kenny Battle geruild naar de Phoenix Suns voor Anthony Cook. Hij speelde zes wedstrijden voor de Suns voordat zijn contract in december 1989 werd ontbonden. 
In maart 1990 tekende hij een tien dagen contract bij de Charlotte Hornets. In april 1990 tekende hij bij de Hornets een contract voor de rest van het seizoen. In augustus 1990 tekende hij als vrije speler bij de Indiana Pacers. In september 1992 werd hij geruild naar de Minnesota Timberwolves samen met Chuck Person voor Sam Mitchell en Pooh Richardson. Vanaf het seizoen 1994/95 kwam Williams amper nog in actie voor de Timberwolves door aanhoudende blessures. 
In januari 1999 werd hij geruild naar de Toronto Raptors in een ruil waarbij ook de Denver Nuggets betrokken waren. Andere spelers in deze ruil waren Željko Rebrača, Dean Garrett, Bobby Jackson, Chauncey Billups en Tyson Wheeler. In augustus 1999 werd zijn contract bij de Raptors ontbonden.

## Erelijst
- NBA-kampioen: 1988/89
- NBA All-Defensive Second Team: 1992

## Statistieken

### Reguliere Seizoen
| Seizoen  | Team                   | WG                             | WS                             | MPW                            | 2P%                            | 3P%                            | FW%                            | RPW                            | APW                            | SPW                            | BPW                            | PPW                            |
| -------- | ---------------------- | ------------------------------ | ------------------------------ | ------------------------------ | ------------------------------ | ------------------------------ | ------------------------------ | ------------------------------ | ------------------------------ | ------------------------------ | ------------------------------ | ------------------------------ |
| 1988/89  | Detroit Pistons        | 49                             | 0                              | 7,3                            | 37,5                           | 22,2                           | 66,0                           | 0,6                            | 1,4                            | 0,3                            | 0,1                            | 2,6                            |
| 1989/90  | Phoenix Suns           | 6                              | 0                              | 4,3                            | 20,0                           | -                              | 50,0                           | 0,2                            | 0,7                            | 0,0                            | 0,0                            | 0,8                            |
| 1989/90  | Charlotte Hornets      | 22                             | 1                              | 13,8                           | 53,2                           | 0,0                            | 79,5                           | 1,4                            | 3,5                            | 1,0                            | 0,0                            | 6,9                            |
| 1990/91  | Indiana Pacers         | 73                             | 37                             | 23,4                           | 50,4                           | 14,3                           | 87,9                           | 2,4                            | 4,8                            | 2,1                            | 0,2                            | 11,1                           |
| 1991/92  | Indiana Pacers         | 79                             | 76                             | 34,8                           | 50,1                           | 24,2                           | 87,1                           | 3,6                            | 8,2                            | 2,9                            | 0,3                            | 15,0                           |
| 1992/93  | Minnesota Timberwolves | 76                             | 76                             | 35,0                           | 47,8                           | 24,3                           | 90,7                           | 3,6                            | 8,7                            | 2,2                            | 0,3                            | 15,8                           |
| 1993/94  | Minnesota Timberwolves | 71                             | 66                             | 31,1                           | 47,4                           | 22,2                           | 83,9                           | 3,1                            | 7,2                            | 1,7                            | 0,3                            | 13,7                           |
| 1994/95  | Minnesota Timberwolves | 1                              | 1                              | 28,0                           | 25,0                           | -                              | 80,0                           | 1,0                            | 3,0                            | 2,0                            | 0,0                            | 6,0                            |
| 1995/96  | Minnesota Timberwolves | 9                              | 7                              | 21,0                           | 32,4                           | 33,3                           | 84,8                           | 2,6                            | 3,4                            | 0,6                            | 0,3                            | 6,1                            |
| 1996/97  | Minnesota Timberwolves | Speelde niet door een blessure | Speelde niet door een blessure | Speelde niet door een blessure | Speelde niet door een blessure | Speelde niet door een blessure | Speelde niet door een blessure | Speelde niet door een blessure | Speelde niet door een blessure | Speelde niet door een blessure | Speelde niet door een blessure | Speelde niet door een blessure |
| 1997/98  | Minnesota Timberwolves | 25                             | 0                              | 6,4                            | 36,4                           | 0,0                            | 97,0                           | 0,6                            | 1,3                            | 0,4                            | 0,1                            | 2,6                            |
| 1998/99  | Toronto Raptors        | 2                              | 0                              | 7,5                            | 20,0                           | -                              | -                              | 0,5                            | 0,0                            | 0,0                            | 0,0                            | 1,0                            |
| Carrière | Carrière               | 413                            | 264                            | 25,2                           | 48,1                           | 22,7                           | 86,8                           | 2,5                            | 5,8                            | 1,7                            | 0,2                            | 11,0                           |

### Play-offs
| Seizoen  | Team                   | WG | WS | MPW  | 2P%  | 3P%  | FW%   | RPW | APW | SPW | BPW | PPW  |
| -------- | ---------------------- | -- | -- | ---- | ---- | ---- | ----- | --- | --- | --- | --- | ---- |
| 1988/89  | Detroit Pistons        | 4  | 0  | 1,5  | -    | -    | 100,0 | 0,5 | 0,5 | 0,3 | 0,0 | 0,5  |
| 1990/91  | Indiana Pacers         | 5  | 5  | 36,5 | 46,9 | 0,0  | 89,6  | 3,2 | 8,4 | 2,8 | 0,0 | 20,6 |
| 1991/92  | Indiana Pacers         | 3  | 3  | 35,3 | 44,1 | 33,3 | 73,3  | 2,7 | 8,0 | 3,0 | 0,0 | 16,7 |
| 1997/98  | Minnesota Timberwolves | 4  | 0  | 14,5 | 38,5 | 50,0 | 77,8  | 2,3 | 2,8 | 0,8 | 0,3 | 5,0  |
| Carrière | Carrière               | 16 | 8  | 22,1 | 45,0 | 33,3 | 85,1  | 2,2 | 4,9 | 1,7 | 0,1 | 10,9 |

4 Dumars · 
10 Rodman · 
11 Thomas · 
15 Johnson · 
22 Salley · 
23 Aguirre · 
24 Williams · 
25 Long · 
34 Dembo · 
40 Laimbeer · 
44 Mahorn · 
53 Edwards · 
Coach Daly